# 广州湾商会会址
广州湾商会会址，位于中国广东省湛江市湛江赤坎区民主路，为湛江市的一个市、县级文物保护单位，类型为近现代重要史迹及代表性建筑，公布时间为1991年6月20日。
广州湾商会会址的历史年代为近代。